# جان بنر
جان بنر (انگلیسی: John Banner; ۲۸ ژانویهٔ ۱۹۱۰ – ۲۸ ژانویهٔ ۱۹۷۳) یک هنرپیشه اهل ایالات متحده آمریکا بود. وی بین سال‌های ۱۹۴۰ تا ۱۹۷۲ میلادی فعالیت می‌کرد.